# Elliott Gould
Elliott Gould (Brooklyn, Nova York, Estats Units, 29 d'agost de 1938) és un actor i productor estatunidenc. Conegut per haver interpretat el capità John Mc Intyre al film M*A*S*H o el pare de Ross i Monica a 20 episodis de la sèrie Friends i per haver interpretat el personatge de Reuben Tishkoff als films Ocean's Eleven, Ocean's Twelve i Ocean's Thirteen.

## Biografia
Gould va néixer amb el nom Elliott Goldstein a Brooklyn (Nova York), és net d'immigrants jueus d'Europa Oriental. La seva mare, Lucille Raver, venia flors artificials en botigues de souvenirs, i el seu pare Bernard Goldstein, treballava en el negoci de la roba (en el Garment District de Manhattan).
De 1963 a 1971, ha estat l'espòs de Barbra Streisand amb qui van tenir un fill, Jason Gould.
Gould es va convertir en un dels actors més prominents dels Estats Units quan al principi dels anys setanta va representar a Trapper John a la pel·lícula satírica M*A*S*Hde Robert Altman. El 1970 la revista Time magazine el va posar a la portada d'un dels seus números.
Va tenir un paper convidat recurrent a la sitcom Friends com Jack Geller, el pare de Monica i Ross Geller
Gould ha dit que té una «identitat profundament jueva».
Ha estat casat tres vegades (dues d'elles amb la mateixa dona):
- Barbra Streisand (21 de març de 1963 – 9 de juliol de 1971) (divorciats); van tenir un fill, l'actor Jason Gould
- Jennifer Bogart (8 de desembre de 1973 – 1976) (divorciats); van tenir dos fills
- Jennifer Bogart (9 de juny de 1978 – 1989) (separats)

## Filmografia
Les seves pel·lícules més destacades són:

### Cinema

#### Actor
- 1964: The Confession: The Mute
- 1968: The Night They Raided Minsky's: Billy Minsky
- 1969: Bob, Carol, Ted i Alice: Ted Henderson
- 1970: M*A*S*H: el capità John Francis Xavier « Trapper John » McIntyre
- 1970: Pel bon camí (Getting Straight): Harry Bailey
- 1970: Move: Hiram Jaffe
- 1970: I Love My Wife: Dr. Richard Burrows
- 1971: Little Murders: Alfred Chamberlain
- 1971: Beröringen: David Kovac
- 1972: The Special London Bridge Special: The Villain
- 1973: El llarg adéu (The Long Goodbye): Philip Marlowe
- 1973: Who?: Sean Rogers
- 1974: California Split: Charlie Waters
- 1974: Dos espies bojos (S*P*Y*S): Griff
- 1975: Whiffs de Ted Post: Dudley Frapper
- 1976: Mean Johnny Barrows: el Professor
- 1976: Harry i Walter se'n van a Nova York (Harry and Walter Go to New York): Walter Hill
- 1976: I Will, I Will... for Now: Les Bingham
- 1977: Un pont massa llunyà (A Bridge Too Far): el coronel Robert Stout
- 1978: Matilda: Bernie Bonnelli
- 1978: Capricorn u (Capricorn One): Robert Caulfield
- 1978: The Silent Partner: Miles Cullen
- 1979: The Lady Vanishes: Robert Condon
- 1979: Escape to Athena: Charlie
- 1979: The Muppet Movie: Beauty Contest Compere (Convidat star)
- 1980: The Last Flight of Noah's Ark: Noah Dugan
- 1980: Tornar a l'amor (Falling in Love Again): Harry Lewis
- 1981: Dirty Tricks: el Professor Chandler
- 1981: The Devil and Max Devlin: Max Devlin
- 1983: Die Letzte Runde: Willie Zobel
- 1984: El pont de Brooklyn (Over the Brooklyn Bridge): Alby Sherman
- 1984: The Naked Face: Angeli
- 1984: The Muppets Take Manhattan: Cop in Pete's
- 1986: The Myth
- 1986: Drug Free Kids: A Parents' Guide (vidéo)
- 1987: I Miei primi quarant'anni: Nino Ranuzzi
- 1987: Inside Out: Jimmy Morgan
- 1987: Der Joker: Serge Gart
- 1988: The Telephone: Rodney
- 1988: Dangerous Love: Rick
- 1989: Scandalo segreto
- 1989: Judgement: el jutge Callow
- 1989: Gioco al massacro
- 1989: Night Visitor: Ronald « Ron » Devereaux
- 1989: The Big Picture: el procureur de Janet Kingsley
- 1989: Les Lemon Sisters (The Lemon Sisters): Fred Frank
- 1990: Tolgo il disturbo: Alcide
- 1991: Dead Men Don't Die: Barry
- 1991: Bugsy: Harry Greenberg
- 1992: Wet and Wild Summer!: Mike McCain
- 1992: Beyond Justice: Red Merchantson
- 1993: Hoffman's honger
- 1993: Amore!: George Levine
- 1994: The Feminine Touch: el Senador George M. Kohn
- 1994: The Dangerous: Levine
- 1994: The Glass Shield: Greenspan
- 1994: Bleeding Hearts: M. Baum
- 1994: Y a-t-il un Polícia per sauver Hollywood ?: ell mateix
- 1995: Cover Me: capità Richards
- 1995: Kicking and Screaming: el pare de Grover
- 1995: Let It Be Me
- 1996: Busted: Game Show Host
- 1996: Amanda's Game
- 1996: Un noi anomenat Odi (A Boy Called Hate): Richard
- 1996: Johns: Manny Gould
- 1997: Inside Out
- 1997: Camp Stories de Herbert Beigel: Older David Katz
- 1997: Comptes pendents (City of Industry): Harvey, Loan Shark
- 1998: Big Hit: Morton Shulman
- 1998: Caminho dos Sonhos: Samuel Stern
- 1998: American History X: Murray
- 2000: Playing Mona Lisa: Bernie Goldstein
- 2000: Trossets picants (Picking Up the Pieces): pare LaCage
- 2000: Boys Life 3: el pare d'Aaron (segment d'Inside Out)
- 2001: The Experience Box: Dr. Keith Huber
- 2001: Ocean's Eleven: Reuben Tishkoff
- 2002: Puckoon: Dr. Goldstein
- 2004: Ocean's Twelve: Reuben Tishkoff
- 2005: Open Window: John
- 2007: Ocean's Thirteen: Reuben Tishkoff
- 2007: The Ten Commandments: Déu (veu)
- 2008: The Deal de Steven Schachter: Rabbi Seth Gutterman
- 2011: Contagion: Dr. Ian Sussman
- 2012: Sparks de Jonathan Dayton i Valerie Faris: Doctor Rosenthal

#### Productor
- 2001: The Experience Box

### Televisió

#### Telefilms
- 1964: Once Upon a Mattress: Jester
- 1974: Out to Lunch
- 1982: The Rules of Marriage
- 1986: Vanishing Act: tinent Rudameyer
- 1987: Frog: Bill Anderson
- 1987: Conspiracy: The Trial of the Chicago 8: Leonard Weinglass
- 1988: Act of Betrayal: Callaghan
- 1990: Stolen: One Husband: Martin Slade
- 1991: Frogs!': Bill Anderson
- 1992: Somebody's Daughter: Hindeman
- 1993: Bloodlines: Murder in the Family: Stewart Woodman
- 1994: Doggin' Around: Joe Warren
- 1995: P.C.H.: el pare de Randy
- 1996: Shanghai 1937
- 1996: Duke of Groove
- 2000: Good as Gold
- 2003: Vegas Dick: Clay
- 2003: Kim Possible: A Sitch in Time: M. Stoppable (veu)
- 2004: Bad Apple: Buddha Stanzione
- 2007: Saving Sarah Cain: Bill Alexander
- 2009: Romance millésimée: Paul
- 2014: The Michaels: Max Barnworth

#### Sèries
- 1983-1985: Emergency Room (ER): Dr. Howard Sheinfeld
- 1986: Together We Stand: David Randall
- 1989: Principe del deserto, Il: Red Murchinson
- 1991: Sessions: Dr. Bookman
- 1994-2004: Friends: Jack Geller (20 episodis)
- 1997: The Shining: Stuart Ullman (minisèrie)
- 1998: Getting Personal: Jack Kacmarczyk
- 2002: Baby Bob: Sam Spencer
- 2005: Hercule Poirot: Rufus Van Aldin (episodi Le Train bleu)
- 2006: Masters of Horror: Barney (Temporada 2, episodi 7 "La Guerra des Sexes")
- 2009: Nova York, policia judiciaire: Stan Harkavy (Temporada 20, episodi 10)
- 2010: Drop Dead Diva: Larry Baxter (Temporada 1, episodi 6)
- 2011: Les Experts: Earnest Boozell (Temporada 11, episodi 2)
- 2013: Ray Donovan: Ezra Goodman, mentor i patron de Ray
- 2018: Kominsky Method: Elliot Gould (Temporada 1)

## Premis i nominacions

### Nominacions
- 1970: Oscar al millor actor secundari per Bob, Carol, Ted i Alice
- 1971: Globus d'Or al millor actor musical o còmic per M*A*S*H
- 1971: BAFTA al millor actor per Bob, Carol, Ted i Alice i M*A*S*H